# 有咲
有咲（ありさ、1991年5月13日 - ）は日本の女性モデル、女優。本名非公表。福岡県出身。日本大学芸術学部 美術学科卒。

## 出演

### Web
- THE重大事件 トリカブト保険金殺人事件（Hulu、2022年5月17日公開）

### テレビ
- ザ！世界仰天ニュース - 小川博ネタ ホステス役（NTV、2022年2月22日）
- ザ！世界仰天ニュース 2時間SP - 池袋通り魔殺人事件再現VTR（NTV、2022年5月24日）

### モデル
- いってんきもの想庵
- パンプキンポート